# Niphoparmena kenyana
Niphoparmena kenyana là một loài bọ cánh cứng trong họ Cerambycidae.